# Dornier Do 23
O Dornier Do 23 foi um bombardeiro médio alemão. A sua construção iniciou-se em 1931, após duas tentativas falhadas na construção de um bombardeiros, sendo elas o Do 11 e o Do 13. Para apagar a má reputação dos falhanços, a terceira tentativa, designada Do 23, entrou em fase de produção, tendo sido construídas 282 aeronaves. Embora tenha representado uma parte do esforço na formação da Luftwaffe e tenha continuado a ser usado até ao final da Segunda Guerra Mundial como aeronave de testes e de treino, o Dornier Do 23 não revelou um grande passo em frente em relação aos seus predecessores, sendo apenas melhor em alguns pormenores.
Porém, a sua presença e a necessidade de substituição, abriu portas para o famoso Heinkel He 111.

## Variantes
- Do 23F
- Do 23G